# Konflikt o Kolej Wschodniochińską
Konflikt o Kolej Wschodniochińską – przygraniczne działania wojenne w Mandżurii Północnej w 1929 roku pomiędzy Chinami i ZSRR.

## Geneza
Po zwycięstwie bolszewików w wojnie domowej w Rosji Kolej Wschodniochińska stała się obiektem sporu pomiędzy obu państwami, w którym uczestniczyło jeszcze kilka innych krajów. Na konferencji waszyngtońskiej (1921–1922) Japonia próbowała powołać międzynarodowy nadzór nad Koleją, ale ostatecznie nie udało się jej to. 31 marca 1924 roku zostały wznowione radziecko-chińskie stosunki dyplomatyczne, a następnie podpisane porozumienie o wspólnej kontroli nad Koleją Wschodniochińską. W styczniu 1929 roku obszar Mandżurii został zajęty przez wojska Rządu Narodowego Czang Kaj-szeka. Jego zwierzchność uznał wówczas rządzący wcześniej Mandżurią Zhang Xueliang. Chińczycy zamierzali przejąć Kolej Wschodniochińską, stąd zainicjowali na przygranicznym terenie starcia zbrojne z radzieckimi pogranicznikami. Jednocześnie na terytorium ZSRR zaczęły przeprawiać się w celach dywersyjnych niewielkie oddziały złożone z białych Rosjan. Ostatecznie w połowie lipca 1929 roku Chińczycy przejęli jednostronną kontrolę nad Koleją Wschodniochińską, aresztując ponad 200 radzieckich pracowników oraz zamykając i pieczętując magazyny gospodarcze należące do radzieckich organizacji. W odpowiedzi Sowieci zerwali stosunki dyplomatyczne z Chinami. Dotychczasowe starcia na granicy przerodziły się w otwarty konflikt wojenny.

## Siły obu stron

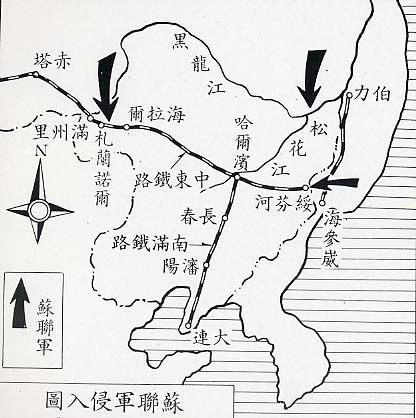
Mandżuria: Kolej Wschodniochińska (poziomo), łącząca się w Harbinie z Koleją Południowomandżurską (pionowo)

- Armia Mukdeńska – d-ca generał Zhang Xueliang (do 300 tys. żołnierzy, w walkach uczestniczyło ponad 130 tys.)
  - kierunek zabajkalski (ok. 59 tys. żołnierzy, 107 karabinów maszynowych, 100 granatników, 70 dział, 2 samochody pancerne, 3 samoloty)
  - kierunek błagowieszczeński (ok. 5000 żołnierzy)
  - kierunek sungaryjski (ok. 5500 żołnierzy, 26 karabinów maszynowych, 16 granatników, 20 dział)
  - kierunek primorski (ok. 63 tys. żołnierzy, 200 karabinów maszynowych, 110 granatników, 120 dział)
  - sungaryjska flotylla rzeczna (11 łodzi i statków rzecznych)

Pod dowództwem chińskim znajdowało się także ok. 70 tys. białych Rosjan, którzy byli wykorzystywani do działań dywersyjnych na terytorium ZSRR.
- Samodzielna Armia Dalekowschodnia Armii Czerwonej (ros. Особая Дальневосточная Aрмия), utworzona 7 sierpnia 1929 roku – d-ca Wasilij Blücher, szef sztabu Albert Łapin (ok. 18,5 tys. żołnierzy)
  - Zabajkalska Grupa Wojsk (XVIII Korpus Strzelecki – Stiepan Wostriecow)
  - Primorska Grupa Wojsk (XIX Korpus Strzelecki)
  - amurska flotylla rzeczna (14 łodzi i statków rzecznych)

W składzie radzieckich wojsk znajdowało się też 9 lub 10 lekkich czołgów T-18 i kilkadziesiąt samolotów. Wyszkoleniem i wyposażeniem zdecydowanie górowały one nad Chińczykami.

## Działania wojenne

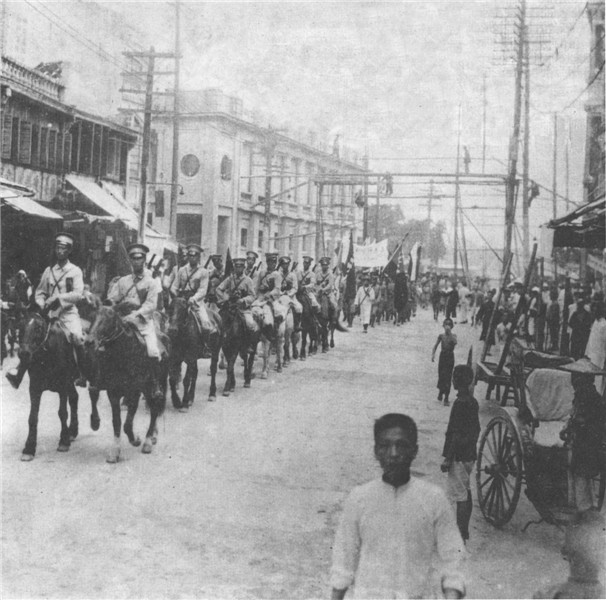
Chińska kawaleria w Harbin, 1929

12 października rozpoczęła się operacja sungaryjska części Samodzielnej Armii Dalekowschodniej pod dowództwem I. Onufrijewa, podczas której było zaangażowanych ponad 1100 żołnierzy wyposażonych w 78 karabinów maszynowych i 21 dział. W bitwie pod Tongjiang (Lahasusu) 12–13 października amurska flotylla rzeczna dowodzona przez J. I. Ozolina zniszczyła chińską sungaryjską flotyllę rzeczną admirała Shena, zatapiając 7 z 11 łodzi i statków rzecznych. Resztki flotylli ewakuowały się do miejscowości Fujin. Natomiast radzieckie wojska lądowe przy wsparciu grupy lotniczej E. Karklina zajęły ujście rzeki Sungari, pokonując dużo liczniejszy chiński garnizon. Straty chińskie wyniosły ponad 500 żołnierzy zabitych i rannych oraz ok. 1 tys. wziętych do niewoli. Od 30 października do 3 listopada 60 km wyżej w biegu Sungari odbyła się drugi etap operacji sungaryjskiej, zwany operacją fujińską. W jej wyniku siły radzieckie w sile ponad 1 tys. żołnierzy wraz z 24 działami oraz amurską flotyllą rzeczną i grupą lotniczą (8 samolotów) zaatakowały w dół rzeki Sungari w kierunku Fujinu, zajmując miasto i zatapiając resztę statków sungaryjskiej flotylli rzecznej. Do niewoli dostało się ok. 500 żołnierzy chińskich. Następnie Sowieci powrócili na terytorium ZSRR.
Druga część Samodzielnej Armii Dalekowschodniej dowodzona przez A.J. Łapina w dniach 17–18 listopada przeprowadziła nad jeziorem Chanka operację. W jej wyniku przy wsparciu lotnictwa została zajęta miejscowość Mishan broniona przez pięć pułków chińskich. Następnie siły radzieckie odrzuciły wojska chińskie za rzekę Muling He.
Trzecia część Samodzielnej Armii Dalekowschodniej pod dowództwem komkora Stiepana Wostriecowa była zaangażowana od 15 do 27 listopada w najpoważniejszą operację mandżursko-dżałajnorską w rejonie stanic Dalajnor i Mandżuria. Część sił sowieckich, sforsowawszy rzekę Argun w rejonie miejscowości Abagajtuj, obeszła pozycje chińskie i przerwała linię kolejową Mandżuria-Harbin. Inna część wojsk sowieckich zaatakowała Dalajnor. Bardzo efektywnie użyto tam czołgów T-18 wspieranych przez lotnictwo, które przerwały pozycje obronne zaskoczonych Chińczyków. Wycofujące się oddziały chińskie zostały okrążone i wzięte do niewoli. 27 listopada Sowieci zajęli jeszcze miasto Hailar. Ostatecznie Chińczycy stracili ok. 1500 zabitych, ok. 1000 rannych i ok. 8,3 tys. wziętych do niewoli. Wśród jeńców znalazł się chiński dowódca północno-zachodniego frontu wraz ze swoim sztabem.

## Straty obu stron
Samodzielna Armia Dalekowschodnia straciła ogółem zaledwie 281 zabitych, 729 rannych i 17 zaginionych. Straty wojsk chińskich wyniosły co najmniej 2 tys. zabitych i ponad 10 tys. rannych.

## Działania dyplomatyczne
Od początku Konfliktu o Kolej Wschodniochińską trwały też działania dyplomatyczne zmierzające do jego zakończenia. 25 lipca władze USA przesłały memorandum do Wielkiej Brytanii, Francji, Włoch, Japonii i Niemiec z propozycją powołania wspólnej komisji dla rozwiązania chińsko-sowieckiego sporu. Amerykanie proponowali jednocześnie umiędzynarodowić Kolej Wschodniochińską. Z kolei 30 lipca władze Chin zaproponowały Sowietom zwołać konferencję obu państw. 1 sierpnia Sowieci odrzucili tę propozycję, odwołując się do stanu prawnego Kolei sprzed działań wojennych. W tej sytuacji Chińczycy wysłali władzom ZSRR serię nowych propozycji. Wobec braku odpowiedzi zostało to ponowione 28 sierpnia poprzez posła niemieckiego w Moskwie. 18 września Sowieci pozytywnie zareagowali, komunikując możliwość przystąpienia do wspólnych rozmów. Dopiero 29 listopada Chińczycy przyjęli tę propozycję. Następnego dnia władze USA przesłały Chinom i ZSRR noty dotyczące zakończenia działań wojennych i rozpoczęcia obustronnych negocjacji pokojowych zgodnie z zapisami paktu Brianda-Kelloga z tego samego roku.

## Zakończenie
1 grudnia władze chińskie rozpoczęły rozmowy z Sowietami. 7 grudnia rozpoczęły zwalniać z więzień sowieckich pracowników Kolei Wschodniochińskiej. W rezultacie 22 grudnia Chiny i ZSRR podpisały w Chabarowsku tzw. protokół chabarowski, który przywracał wspólne zarządzanie Kolei Wschodniochińskiej. Jednocześnie władze Chin zobowiązały się do ukrócenia działalności w Mandżurii oddziałów dywersyjnych białych Rosjan. W dniach 23–25 grudnia ostatnie wojska sowieckie opuściły terytorium Chin.